# Harper Islands
Harper Islands är öar i Kanada.   De ligger i territoriet Nunavut, i den östra delen av landet, 2 000 km norr om huvudstaden Ottawa. Arean är 3,9 kvadratkilometer.
Terrängen på Harper Islands är platt. Öns högsta punkt är 42 meter över havet. Den sträcker sig 2,1 kilometer i nord-sydlig riktning, och 3,0 kilometer i öst-västlig riktning.
Trakten runt Harper Islands består i huvudsak av gräsmarker.